# Carmen Clemente Travieso
Carmen Clemente Travieso   (Caracas, 24 de juliol de 1900 - Caracas, 24 de gener de 1983) va ser una periodista veneçolana, pionera del feminisme en aquest país.
Va ser la primera dona a graduar-se com a reportera de la Universitat Central de Veneçuela i una de les primeres dones ocupades com a periodista a temps complet a Veneçuela. També va ser una de les primeres dones que es va unir al Partit Comunista de Veneçuela i va treballar activament pel sufragi femení. Va dirigir durant deu anys la secció «Cultura de la Dona» al diari Ahora. El 1935 va ser cofundadora de l'Agrupació Cultural Femenina. El 1937 es va incorporar a la Lliga Nacional Pro Presos, organització a favor de la reforma del sistema penitenciari, i va ser cofundadora de l'Associació Veneçolana de Periodistes (AVP).

## Biografia
Carmen Clemente Travieso era la filla menor de Lino Clemente i Mercedes Eugenia Travieso, besneta de Lino de Clemente (un pròcer de la independència de Veneçuela), es va formar de manera autodidacta en l'ambient urbà de Caracas envoltada per personatges com Andrés Eloy Blanco a qui va conèixer quan tenia 17 anys i amb qui va mantenir una llarga amistat que va perdurar fins a la mort del poeta. Precursora del moviment feminista a Veneçuela i primera dona dedicada a les activitat del reportatge al país, va sostenir mitjançant els seus escrits una lluita per una major presència de les dones en la política nacional. Entre 1909 i 1935 va participar en la lluita contra la dictadura de Juan Vicente Gómez.
Va morir a Caracas, la seva ciutat natal, el 24 de gener de 1983.

### Infància i joventut
La seva infància i la dels seus quatre germans grans, transcorre en els voltants de la Plaça del Panteó, amb la seva àvia materna Trinidad Domínguez de Travieso, després de la mort prematura del seu pare. Els seus estudis de primària van ser realitzats en un centre educatiu privat, ubicat al centre de Caracas.
D'adolescent va descobrir la lectura com a font d'interès, especialment en els exemplars del diari El Cojo Ilustrado.
A principis de 1924, junt amb la seva tia Trina i la seva germana gran Cecilia, va viatjar a Nova York. Allà va aprendre anglès, es va incorporar a grups d'ajuda a malalts de lepra i va treballar juntament amb la seva amiga d'infància, Maria Juliac, com brodadora del taller de Bucilla Company.

### Participació política
Al finalitzar el seu viatge el 1927, va tornar a Veneçuela i es va unir a altres dones en la resistència contra el dictador Juan Vicente Gómez, i va col·laborar amb la lluita dels estudiants de la generació del 28. També va contribuir amb l'elaboració i distribució de publicacions clandestines com La Boina, El Imparcial i El Martillo. Aquest últim va ser realitzat de forma absoluta en clandestinitat i va circular fins al 1941.
El 1929 va treballar en una biblioteca propietat del estatunidenc Rudolph Dolge i va formar part d'un moviment anomenat les Madrinas de Guerra, grup de dones de Caracas que portaven aliments i medicines als estudiants empresonats, servint de correu entre els detinguts en La Rotunda i altres presons, amb familiars i altres activistes polítics.
El 1930, va fer amistat amb Juan Bautista Fuenmayor, Kotepa Delgado i Rodolfo Quintero, els quals van fundar el Partit Comunista de Veneçuela (PCV). Va ajudar en la difusió d'aquests ideals, a través de l'elaboració i reproducció de propaganda, i de l'organització d'un centre d'estudis. Un any després, va formar part de la selecció de les primeres dones del PCV.
Després de la mort de Gómez (1935), es va incorporar activament a la vida política. Primer va tenir una curta militància en el recentment creat Moviment d'Organització Veneçolana (ORVE) i després va ingressar formalment al Partit Comunista de Veneçuela, que el 1946 la va incloure en seva llista per a les eleccions a l'Assemblea Nacional Constituent. Va ser una de les primeres dones postulades per un partit polític per a un càrrec d'elecció popular i en unes eleccions on les dones votaven per primera vegada.
El 1948 s'uneix a la lluita contra la dictadura de Marcos Pérez Jiménez (1948-1958). El 1957 és detinguda per la Seguretat Nacional, ja que el seu habitatge era utilitzada per a reunions clandestines. Va ser alliberada després de quatre dies d'interrogatoris.
En l'era democràtica veneçolana va mantenir una postura crítica en favor de la defensa dels drets dels ciutadans, especialment de sectors vulnerables com a presos, dones i nens.

### La lluita pel sufragi femení a Veneçuela
Obstinada a promoure la participació de les dones en la societat veneçolana, va ser una de les fundadores de l'Agrupació Cultural Femenina (ACF) el 1935, que va lluitar entre altres coses pel dret de les dones al sufragi durant els primers anys de la dècada del 1940.
Simultàniament va participar en la fundació de diversos diaris dedicats a la formació de la dona i va dirigir la pàgina «La Cultura de la Dona» publicada al diari Ahora des de 1936 fins 1948, tots els diumenges. També va fundar la Biblioteca Trina Larralde. El 1937 va participar en la Lliga Nacional Pro Presos, patrocinada per l'ACF.
Al juny de 1940, l'ACF va participar en la Conferència Preparatòria al Primer Congrés Veneçolà de Dones, amb la representació de 69 organitzacions femenines, i va ser designada per escriure la tesi sobre els Drets Polítics de la Dona. Després d'aquest congrés, les participants van sol·licitar la reforma constitucional per incloure en el seu articulat el dret de la dona a triar i ser triada en igualtat de condicions amb l'home en càrrecs d'elecció popular, així com la reforma del Codi Civil.

### Una reportera de ciutat
La injustícia social, la situació de la dona i la política van ser les fonts favorites de Carmen Clemente Travieso en el seu paper com a periodista.
La primera experiència periodística de Carmen Clemente Travieso va ser després dels successos de 1928, a través de la distribució i reproducció dels diaris clandestins La Boina i El Imparcial, mitjans opositors al règim de Juan Vicente Gómez.
Va iniciar la seva carrera com a reportera del diari Ahora el 1942, any en què va ser també el començament del seu èxit literari al publicar la biografia de Luisa Cáceres de Arismendi, i és guardonada amb el primer premi de l'Associació Cultural Interamericana.
A partir de 1944 va treballar a Últimas Notícias, i més endavant va col·laborar amb altres importants diaris i revistes de la nació, com El Universal, El Nacional, El Heraldo, Élite i Páginas, al mateix temps que en les seves obres de divulgació sobre la història de les dones pioneres a Veneçuela. Entre elles destaca Las luchas de la mujer venezolana (Les lluites de la dona veneçolana), un dels primers recomptes històrics de les activitats avançades per les dones en favor d'una major participació política.
També va formar part del grup de periodistes que va fundar el 1941 l'Associació Veneçolana de Periodistes (AVP) i el Sindicat Nacional de Treballadors de la Premsa (SNTP) el 1946
L'any de 1956 va publicar la seva obra Las Esquinas de Caracas (Les cantonades de Caracas), després de molts anys de recopilar dades sobre les llegendes i records de la vella ciutat colonial. La publicació d'aquesta obra li va valer que el Consell Municipal del Districte Federal li atorgués un Diploma al mèrit «per la seva continuada tasca al servei de la ciutat».
La seva destacada tasca en el periodisme la va acreditar per formar part de l'Associació Veneçolana de Periodistes. Va fixar residència permanent a la parròquia San José de Caracas, comunitat a la qual va donar la seva biblioteca particular, aportació amb la qual es va fundar la Biblioteca Cultural Gual i Espanya.

## Publicacions
- Travieso, C. Luisa Cáceres de Arismendi (en castellà).  Caracas: Tipografía La Nación, 1942.
- Travieso, C. Mujeres venezolanas y otros reportajes (en castellà).  Caracas: Ávila Gráfica, 1951.
- Travieso, C. Teresa Carreño. Ensayo biográfico (en castellà).  Caracas: Agrupación Cultural Femenina, 1953.
- Travieso, C. Las luchas de las mujeres venezolanas (en castellà).  Caracas: Agrupación Cultural Venezolana, 1962.
- Travieso, C. Mujeres de la independencia: seis biografías de mujeres venezolanas (en castellà).  México: Talleres Gráficos de México, 1964.
- Travieso, C. Anécdotas y leyendas de la vieja Caracas (en castellà).  Caracas: Concejo Municipal del Distrito Federal, 1971.
- Travieso, C. La mujer en el pasado y en el presente (en castellà).  Caracas: Agrupación Cultural Femenina, 1977.
- Travieso, C. Las esquinas de Caracas (en castellà).  Caracas: Editorial El Nacional, 2001.